# Битка код Мазника
Битка код Мазника одиграла се 16. априла 1999. године током рата на Косову и Метохији, у близини Дечана. Био је то сукоб између Ослободилачке војске Косова и Војске Југославије

## Позадина
Битка код Мазника одиграла се током рата на Косову као део сукоба између ОВК и југословенске војске. ОВК, под командом Шкељзена Харадинаја, била је ангажована у заштити цивила у региону Дечана. Дана 16. априла 1999. године, јединица Харадинаја упала је у заседу српских снага у близини села Мазник.

## Битка
Борци ОВК, укључујући команданта Харадинаја, упали су у заседу. Упркос покушајима да се одбране од југословенских снага, Харадинај и његови саборци су убијени у борби.

## Последице
Након битке, југословенске снаге су задржале контролу над регионом Мазника.